# كلايتون لوران
كلايتون لوران (بالإنجليزية: Clayton Laurent)‏ (مواليد 1991) هو ملاكم أمريكي، مثّل بلاده في الألعاب الأولمبية الصيفية 2016.

## روابط خارجية
كلايتون لوران على موقع بوكس ريك (الإنجليزية) (registration required)
- كلايتون لوران على موقع أوليمبيديا (الإنجليزية)